# Pelargonium fulgidum
Espèce
Classification phylogénétique
Le Pelargonium fulgidum ou pélargonium éclatant est un sous-arbrisseau de la famille des Geraniaceae, originaire d'Afrique du Sud.
Au XVIIIe siècle, il fut maintes fois hybridé avec d'autres espèces et permit d'obtenir de nombreux cultivars dont probablement le groupe Unique et la couleur rouge resplendissante du groupe Regal.

## Étymologie et historique
Le nom générique Pelargonium, en latin scientifique, dérive du grec pelargós (πελαργός), désignant la cigogne, la forme de leur fruit évoquant le bec de l'échassier. L'épithète spécifique fulgidum est une flexion du latin fulgidus « lumineux, brillant » (Gaffiot) en référence à l'éclat de ses fleurs.
Le P. fulgidum fut une des premières espèces de géraniacées à être introduite en Hollande au début du XVIIIe siècle puis de là, elle fut envoyée en Italie et en Angleterre.

## Description
Le Pelargonium fulgidum est un sous-arbrisseau pérenne, étalé ou grimpant, en général de moins d'un mètre de haut. Les tiges d'abord semi-succulentes se lignifient avec l'âge.
Les feuilles simples sont pinnatolobées à pinnatifides, aux segments irrégulièrement incisés, dentés, d'un lustre argenté. Le pétiole est plus court que le limbe. Le feuillage a une odeur chimique, un peu semblable à la térébenthine.
Les inflorescences sont des ombelles de 4 à 9 fleurs d'un rouge écarlate brillant (comme P. inquinans). Les 2 pétales supérieurs sont veinés de rouge garance, fortement révolutés (enroulés vers l'arrière) et plus larges que les 3 pétales inférieurs. Sur les 10 étamines, 7 sont fertiles.
En Afrique du Sud, la floraison a lieu de juin à novembre.

## Distribution
L'espèce sauvage est confinée sur la côte ouest d'Afrique du Sud : de Rivière Orange par le Namaqualand Klipkoppe et le Knersvlakte, à Yzerfontein dans le Cap-Occidental. Elle pousse dans les régions à pluies hivernales, sur les sols sablonneux ou rocailleux, ventés et bien ensoleillés.
L'espèce n'est pas menacée.

## Synonymes
D'après Eggli :
- Geranium fulgidum Linné
- Polyactium fulgidum (L.) Ecklon & Zeyher
- Geraniospermum fulgidum (L.) Kuntze

## Cultivars

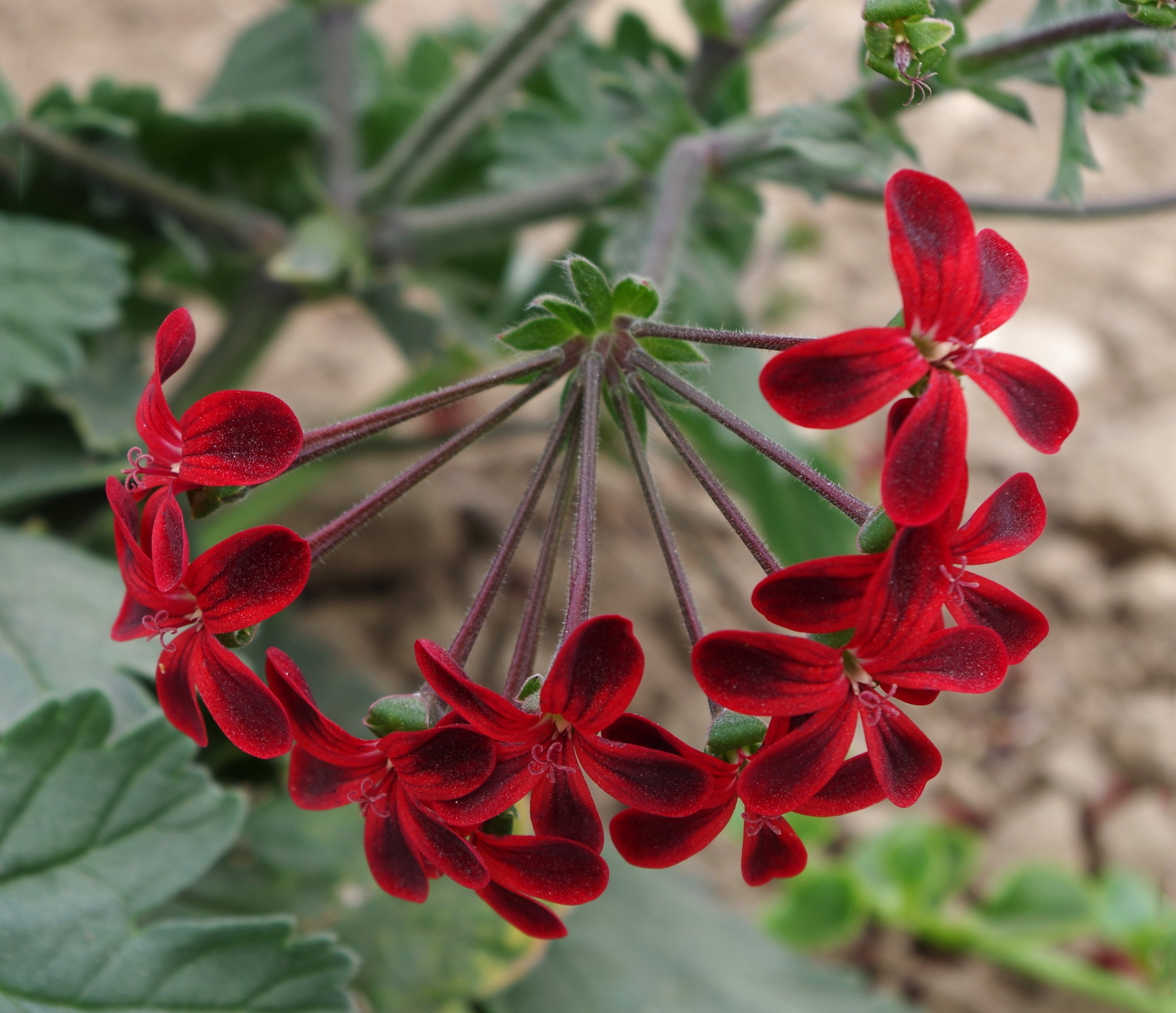
Pelargonium x ardens

Cette espèce étrange, qui passerait presque inaperçue, à l'odeur peu attirante, s'est révélée être un des pélargoniums majeurs quand les obtenteurs ont commencé à l'utiliser.
Elle est en effet, apparue comme une rares espèces (de la section Hoarea) capable de se croiser avec plusieurs autres sections comme les Polyactium et les Pelargonium
Elle est devenue un parent important de nombreux hybrides au XVIIIe siècle comme les cultivars du groupe Unique (Scarlet Unique) ou du groupe Regal auxquels elle aurait apporté son rouge resplendissant. Par contre, elle n'entrerait pas dans la parenté du groupe zonal ni des géraniums-lierre hybrides.
Le pépiniériste Jame Lee (à Londres) obtient un hybride célèbre Pelargonium x ardens au début des années 1800, par un croisement de Pelargonium fulgidum et de P. lobatum. C'est une plante d'un rouge cramoisi, facile à cultiver mais entrant périodiquement en dormance.
En 1841, la Gardeners' Chronicle donne une série de critères pour faire des pélargoniums une fleur de fleuristes, basés essentiellement sur les hybrides de P. cucullatum et de P. fulgidum.